# Hohenlohe-Langenburg

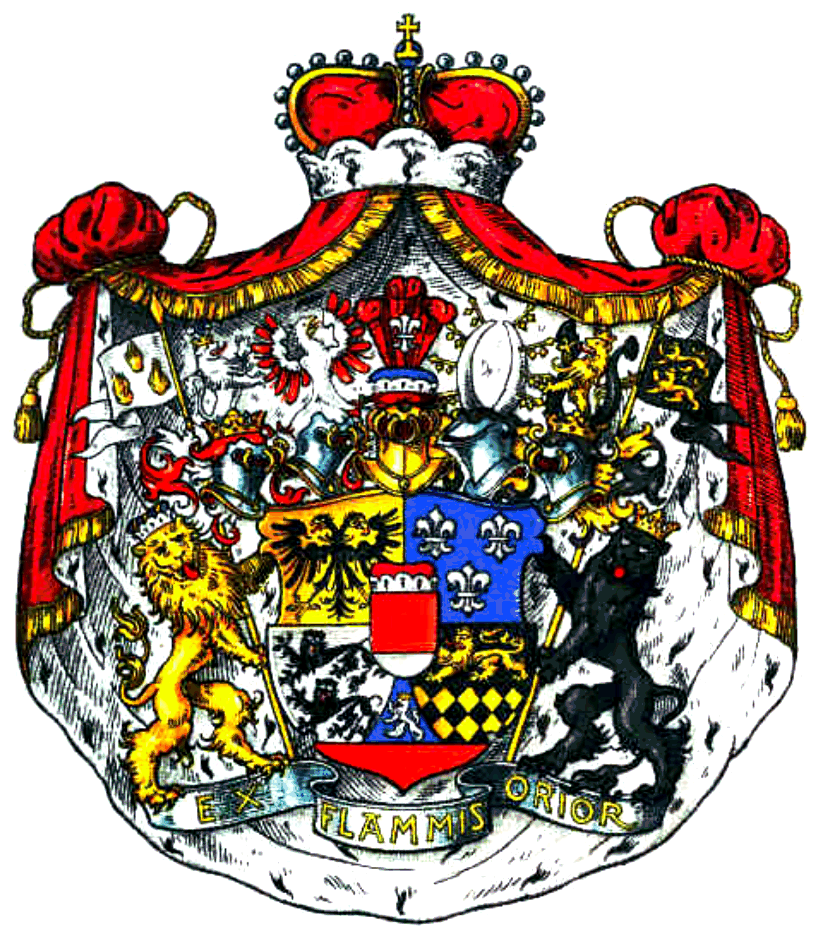
Huy hiệu Thân vương xứ Hohenlohe-Langenburg

Hohenlohe-Langenburg (phát âm tiếng Đức: [hoːənˌloːə ˈlaŋənbʊɐ̯k]) là một Bá quốc và sau được nâng lên Thân vương quốc trong Đế quốc La Mã Thần thánh. Lãnh thổ của nó nằm ở phía Đông Bắc bang Baden-Württemberg, Đức hiện nay, xung quanh Langenburg. Kể từ thời trung cổ, nhà nước nhỏ bé này được cai trị bởi triều đại Hohenlohe, và kể từ năm 1764, bá tước được nâng lên địa vị Thân vương đế chế La Mã Thần thánh, cho đến năm 1806. Gia tộc Hohenlohe-Langenburg vẫn sở hữu Lâu đài Langenburg cho đến ngày nay.
Thân vương nữ Victoria Elisabeth, con trưởng của Thân vương Marco xứ Hohenlohe-Langenburg hiện đang nắm giữ 43 tước vị ở Tây Ban Nha và là quý tộc sở hữu nhiều tước vị nhất thế giới. Vì theo luật Salic của Đức, tước vị chỉ được kế thừa bởi nam giới nên tước Thân vương xứ Hohenlohe-Langenburg và quyền đứng đầu vương tộc Hohenlohe thuộc về em trai của Victoria Elisabeth là Alexander Gonzalo xứ Hohenlohe-Langenburg, hiện cũng đang giữ tước hiệu Công tước xứ Ciudad Real thứ 14 của Tây Ban Nha.
Hậu duệ của các bá tước và thân vương xứ Hohenlohe-Langenburg có mối quan hệ huyết thống với nhiều vương tộc cai trị ở khắp châu Âu. Trong đó vị bá tước đầu tiên của xứ Hohenlohe-Langenburg là Philip Ernest là con trai của Wolfgang, Bá tước xứ Hohenlohe-Weikersheim và vợ Magdalena xứ Nassau-Dillenburg, em gái của Willem I xứ Oranje - người sáng lập Vương tộc Oranje-Nassau, tổ tiên của các vị quân chủ Hà Lan hiện tại; Vương hậu Adelheid của Anh là vợ của Vua William IV của Anh có thân mẫu là một Thân vương nữ của Hohenlohe; Ernst I, Thân vương xứ Hohenlohe-Langenburg kết hôn với Feodora xứ Leiningen, chị cùng mẹ khác cha với Nữ vương Victoria của Anh; Ernst II, Thân vương xứ Hohenlohe-Langenburg kết hôn với Thân vương nữ Alexandra xứ Sachsen-Coburg và Gotha, cháu gái của Nữ vương Victoria; Gottfried, Thân vương xứ Hohenlohe-Langenburg, kết hôn với Vương tôn nữ Margarita của Hy Lạp và Đan Mạch, cô là con gái lớn của Andreas của Hy Lạp và Đan Mạch và vợ ông là Alice xứ Battenberg, đồng thời là em gái của Philip, Công tước xứ Edinburgh, chồng của Nữ vương Elizabeth II của Anh.